# Marécages de Zoigê
Les marécages de Zoigê (chinois simplifié : 若尔盖湿地 ; pinyin : ruòěrgài shīdì), également appelé marécages de Ruoergai ou steppes de Songpan, situé sur le xian de Songpan, dans la province du Sichuan, en République populaire de Chine, a une altitude de  3 600 mètres, sont les plus larges marécages de haute altitude au monde.